# Dispositif anthropomorphe d'essai
Pour les articles homonymes, voir DAE.

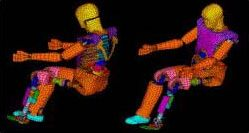
Les dispositifs anthropomorphes d'essai ont sauvé la vie de milliers de conducteurs.

Les dispositifs anthropomorphes d'essai (DAE) ou mannequins d’essai de choc (« crash test dummies » en anglais), familièrement fantômes, sont des répliques taille réelle d'êtres humains, lestées et articulées de manière à simuler le comportement d'un corps humain. Ils sont équipés d'instruments enregistrant autant de données que possible sur les accidents, comme la vitesse et la force d'impact de différentes parties du corps lors d'un choc. Ils restent indispensables pour le développement de nouveaux modèles automobiles, en permettant aux ingénieurs de concevoir des véhicules plus sûrs.

## Nécessité d'essais
Le 31 août 1869, Mary Ward est probablement devenue la première victime d'un accident de la route, en conduisant une automobile à vapeur (Carl Benz n'inventa l'automobile à essence telle qu'on la connaît qu'en 1886). Mary Ward fut éjectée du véhicule et succomba à ses blessures, à Birr, Irlande. Plusieurs années plus tard, le 13 septembre 1899, Henri Bliss (en) devient la première victime de la route américaine, en descendant d'un tram. Depuis lors, plus de 20 millions de personnes ont perdu leur vie dans un accident de la route à travers le monde.
Le besoin pour un moyen d'analyse des effets des accidents automobiles sur le corps humain se présenta rapidement après le début de la production commerciale d'automobiles, à la fin des années 1890, tandis qu'à la fin des années 1930, les véhicules motorisés se répandant et devenant partie intégrante de la vie quotidienne, l'accidentologie devient un sujet important (sécurité routière pour les automobiles). Les taux de mortalité atteignant des sommets élevés, les constructeurs automobiles y virent une indication claire du besoin d'investir dans la recherche visant à produire des véhicules plus surs.
En 1930, l'habitacle d'une voiture présentait des dangers importants, même pour une collision à faible vitesse. Le tableau de bord était réalisé en métal rigide, la colonne de direction était également rigide, et les boutons et leviers nombreux et compliqués. La ceinture de sécurité n'existait pas et, en cas de collision, les passagers étaient projetés à travers le pare-brise, ce qui entraînait un taux de mortalité et de blessures graves élevé. Le véhicule étant également rigide, toute la force du choc était transmise à ses occupants. Jusque dans les années 1950, les fabricants automobiles affirmaient que les accidents de la route ne pouvaient être moins mortels, étant donné les forces en présence face à la fragilité du corps humain.

## Histoire antérieure

### Essais avec des cadavres
L'université de Wayne State à Détroit fut la première à effectuer des essais sérieux, dans le but de récolter des données sur le comportement des corps humains lors de collision (étude de traumatologie). À la fin des années 1930, il n'existait encore aucune donnée fiable concernant la réponse du corps humain à des blessures extrêmes et aucun dispositif ne permettait alors d'en récolter. La biomécanique n'en était alors qu'à ses balbutiements.
Les premiers sujets des essais utilisés furent des corps de personne ayant donné leur corps à la science. Ils furent utilisés pour déterminer comment le corps humain réagissait aux forces et aux chocs subis lors d'un accident. Dans ce but, des roulements à billes furent projetés sur des crânes et des cadavres furent lâchés du haut de cages d'ascenseurs sur des plaques en acier. D'autres furent équipés d'accéléromètres et placés dans des automobiles qui étaient ensuite soumises à des collisions frontales.
Un article publié en 1995 dans la revue Journal of Trauma, intitulé « Humanitarian Benefits of Cadaver Research on Injury Prevention » (« Les bénéfices humanitaires de l'utilisation de cadavres dans la recherche pour la prévention des traumatismes »), mettait clairement en exergue le nombre de vies humaines épargnées à la suite des essais sur cadavres. Il souligne notamment que, à la suite de ces recherches, 8 500 vies ont été sauvées chaque année depuis 1987, que pour chacun des cadavres utilisés pour tester les ceintures de sécurité à trois points, 61 personnes survivent chaque année, que chaque corps utilisé pour tester les airbags a permis de sauver la vie de 147 personnes, de même, pour chaque corps utilisé, 68 survivent à un impact avec le pare-brise.
Cependant, l'utilisation de cadavres créait presque autant de problèmes qu'elle en résolvait. Non seulement les aspects moraux et éthiques concernant l'usage de cadavres posaient question, mais des problèmes expérimentaux apparaissaient également. La majorité des corps employés étaient des Américains blancs, décédés à la suite de mort non violentes, qui ne constituaient pas un échantillon représentatif. Les victimes décédées à la suite d'accidents ne pouvaient être utilisées, car toute donnée récoltée sur un tel cadavre serait compromise par les blessures subies précédemment. De plus, chaque corps n'étant utilisable qu'une fois, et tous étant différents, il était extrêmement difficile de produire des données fiables de comparaison. De plus, il était difficile pour les chercheurs de se procurer des cadavres d'enfants, et l'opinion publique ainsi que la législation interdisaient pratiquement leur usage. Finalement, les essais avec cadavres devenant de plus en plus courants, ceux-ci deviennent de plus en plus rares. En conséquence, les données biométriques étaient limitées, et concernaient essentiellement des hommes blancs et âgés.
Il existe à Marseille une unité de recherche mixte gérée par l'université de la Méditerranée et l'INRETS (Institut national de recherche sur les transports et leur sécurité) qui réalise de nombreux essais sur des corps donnés à la science. Il y a des essais à échelle réelle et des essais fractionnés, spécifiques à une partie du corps. Tout cela sert à valider un modèle numérique pour dans l'avenir réaliser des essais numériques fiables et reproductibles à l'infini. Un second Laboratoire de l'INRETS est situé à Lyon-Bron, c'est le Laboratoire de Biomécanique et Mécanique des Chocs, également unité mixte avec l'université Claude Bernard Lyon 1. Ce Laboratoire, dans le cadre réglementaire du Don de corps à la Science, réalise des expérimentations biomécaniques sur des corps humains afin de mieux comprendre la tolérance humaine aux chocs et de développer des lois de comportements des organes et des matériaux biologiques pour réaliser des modèles du corps humain qui soient biofidèles, afin d'améliorer la protection offerte aux usagers des transports. En parallèle, des recherches sont aussi menées sur des volontaires pour améliorer le confort et l'ergonomie des véhicules.

### Essais avec des volontaires

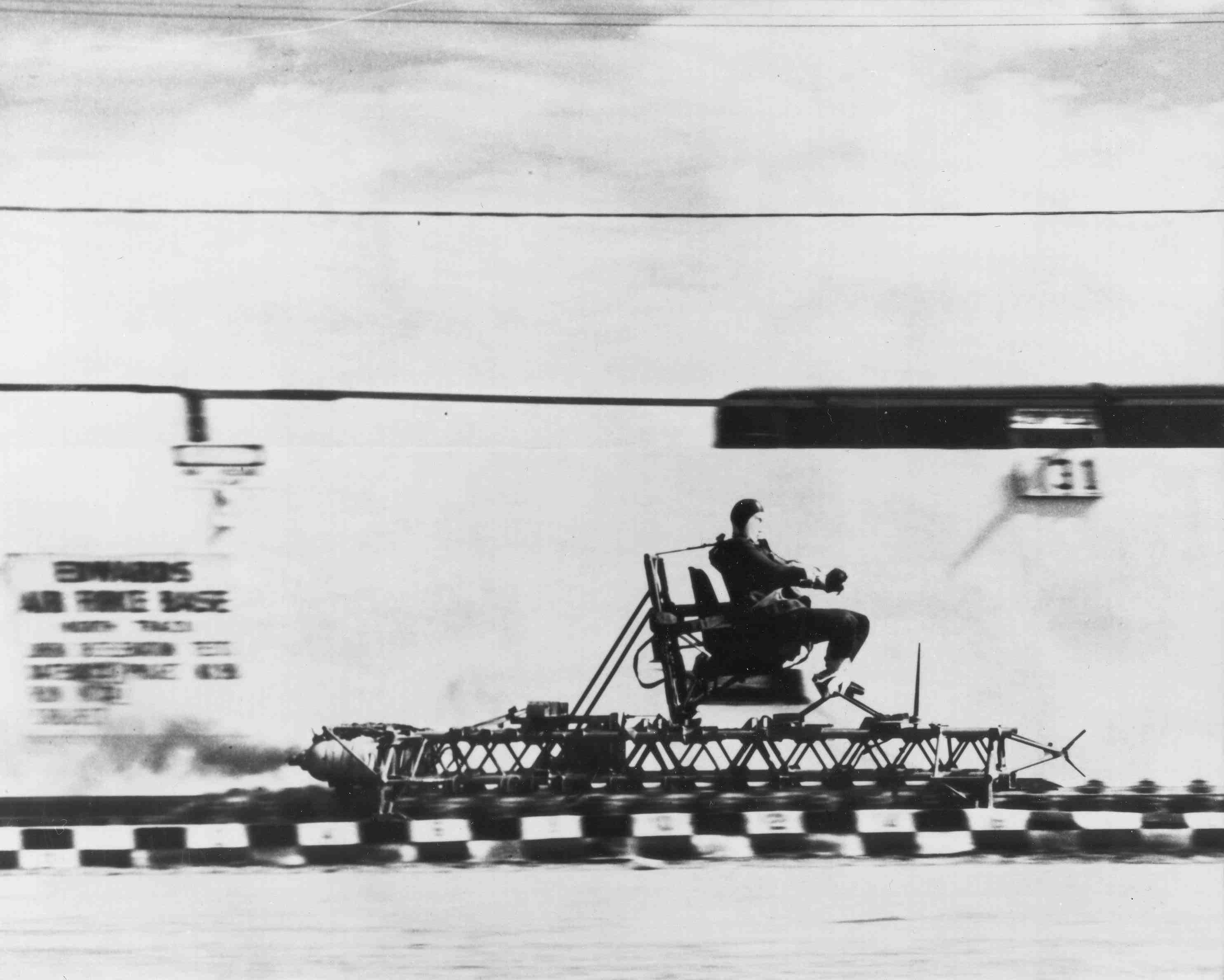
Colonel Stapp à l'Edwards Air Force Base

Certains chercheurs se sont portés volontaires pour servir de sujets d'études lors d'essais. Le colonel John Paul Stapp fut précipité à plus de 1 017 km/h et s'arrêta en 1,4 seconde. Lawrence Patrick, un professeur de l'université de Wayne State, effectua environ 400 essais de décélération rapide sur le corps humain. Lui et ses étudiants se laissèrent aussi percuter le torse par de lourds pendules, ou même le visage par des marteaux pneumatiques. Tout en reconnaissant « quelques douleurs », Patrick et ses étudiants affirmaient que les recherches qu'ils effectuaient étaient fondamentales pour développer un modèle mathématique auquel pourraient être comparées de futures expériences. Lawrence Patrick fera également de nombreux essais avec des cadavres. Cependant, bien que ces tests humains aient été utiles, il ne pouvaient dépasser certaines limites, afin de ne pas blesser excessivement les chercheurs. Il fallait donc développer un autre type de mannequin pour récolter des données plus précises.

### Essais avec des animaux
Vers le milieu des années 1950, la majorité des informations que pouvaient fournir les essais avec des cadavres avaient été récoltées. Il était également nécessaire de récolter des données sur la « survivabilité », recherches pour lesquelles les cadavres étaient par définition inadéquats. Étant donné également le manque de cadavres, ces besoins forcèrent les chercheurs à trouver d'autres modèles.
Un objectif important de la recherche qui ne pouvait pas être effectuée avec des cadavres ou des volontaires était le moyen de réduire les blessures causées par l'empalement du conducteur sur la colonne de direction. En 1964, plus d'un million de décès étaient attribué à un impact avec le volant, formant un taux significatif du nombre total de victimes de la route. L'introduction par General Motors d'une colonne de direction compressible au début des années 1960 réduit ce risque de 50 %. Les animaux les plus utilisés pour ces tests étaient les cochons, principalement pour leur structure interne similaire à celle de l'homme. Les cochons peuvent également être placés dans un véhicule de manière proche à celle de l'être humain assis.
La capacité de tenir assis et droit était un critère important de sélection des animaux de test, afin qu'un autre traumatisme courant sur les êtres humains, la décapitation, puisse être étudié. De même, il était important de déterminer jusqu'à quel point l'habitacle du véhicule devait être modifié, afin d'assurer des chances maximales de survie. Par exemple, un revêtement sur le tableau de bord qui serait trop rigide, ou trop souple, ne réduirait pas de manière significative les blessures à la tête, par rapport à un tableau de bord sans revêtement. De même, bien qu'indispensables au maniement du véhicule, les leviers et boutons garnissant le tableau de bord devaient être conçus de façon à réduire les risques de blessures.
Alors que les tests utilisant les cadavres avaient rencontré un peu de réticences, essentiellement de la part des autorités religieuses, ils étaient acceptés, car les morts étant morts, ils ne ressentaient aucune peine et leur traitement quelque peu brutal se justifiait par les vies sauvées. Les tests sur les animaux, par contre, éveillèrent bien plus de passions. Les défenseurs des animaux entreprirent des virulentes protestations et alors que les chercheurs soutenaient ces tests pour leurs données fiables et facilement utilisables, il existait néanmoins une forte opposition et un malaise éthique à ce propos.
Bien que les résultats produits par des tests animaux étaient encore plus facilement obtenus que ceux avec les cadavres, les différences fondamentales entre animaux et êtres humains, ainsi que la grande difficulté d'utiliser des capteurs internes, ont limité leur utilité. Les tests avec des animaux ne sont plus pratiqués par les grands fabricants automobiles depuis le début des années 1990.

## Histoire

### Apparition et évolution des dispositifs anthropomorphes d'essais

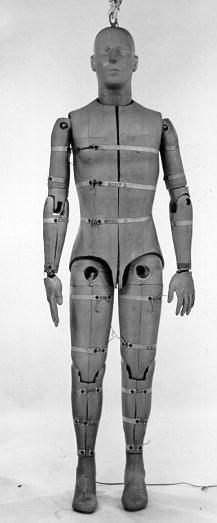
Sierra Sam essaye les sièges éjectables.

Les informations récoltées grâce aux tests avec des cadavres et des animaux avaient déjà été mis à profit afin de créer un simulacre d'être humain, en 1949, quand « Sierra Sam » fut créé par Samuel W. Alderson dans ses laboratoires, afin de tester les sièges éjectables d'avions et les harnais de pilotes. Ces essais comportaient des accélérations jusqu'à 100 g, dépassant les capacités d'endurance des volontaires humains. Au début des années 1950, Alderson et Grumman créèrent un mannequin qui fut utilisé pour réaliser des essais de chocs tant dans des avions que dans des véhicules automobiles.

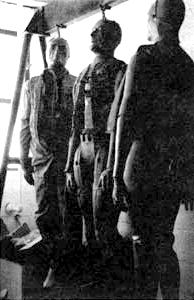
La production de masse des DAE permit leur usage dans un nombre important d'applications.

Anderson poursuivit ses travaux pour produire ce qu'on appelle les séries VIP-50, créées spécialement pour General Motors et Ford, mais qui furent également adoptées par l'Institut américain des normes et de la technologie. Sierra produisit ensuite un mannequin concurrent, « Sierra Stan », mais GM, qui avait décidé de poursuivre le développement d'un modèle performant ne trouva aucun des deux modèles satisfaisant. L'entreprise décida donc de combiner les meilleurs éléments de chacun de ces deux modèles, et en 1971, Hybrid I était né. Hybrid I représentait ce qu'on appelle le mannequin mâle du « 50e percentile », ce qui signifie qu'il est modelé d'après les proportions, la taille et le poids d'un adulte mâle moyen. Sierra Sam était un mannequin mâle du « 95e percentile », c'est-à-dire qu'il était plus grand et plus lourd que 95 % de la population mâle adulte.
Depuis lors, un travail considérable a été effectué afin de créer des mannequins de plus en plus sophistiqués. Hybrid II fut introduit en 1972, avec des améliorations de modélisation significatives au niveau des épaules, de la colonne vertébrale, et des genoux, ainsi qu'une documentation plus rigoureuse.
Bien que leur arrivée présentait une grande avancée par rapport aux cadavres, surtout en termes de standardisation des essais, Hybrid I et Hybrid II étaient encore très grossiers, et leur usage était limité au développement des ceintures de sécurité. Un autre mannequin était nécessaire, qui permettrait aux chercheurs d'explorer des stratégies de réduction des risques traumatiques.

### La sérieHybrid III
Hybrid III, le mannequin homme 50e qui a fait sa première apparition en 1976, est le mannequin d'essai de choc familier et il fait maintenant partie d'une famille. S'il pouvait être debout, il mesurerait 175 cm et son poids est de 77 kg. Il occupe le siège du conducteur dans tous les essais de chocs frontaux à 65 km/h de l'Institut d'Assurance pour la Sécurité de Route (IIHS). Il est accompagné d'un « grand frère », le Hybrid III 95e, 188 cm pour 100 kg. Mme Hybrid III est un mannequin de femme 5e percentile, 152 cm et 50 kg. Les trois mannequins d'enfant Hybrid III représentent des enfants de dix ans et 21 kg, et de six et trois ans et 15 kg. Les modèles enfant sont des compléments très récents à la famille de mannequins d'essais de chocs ; du fait du manque de données fiables concernant les effets d'accidents sur des enfants et de la difficulté à obtenir de telles données, ces modèles sont surtout basés sur des évaluations et des approximations.

## Déroulement des tests

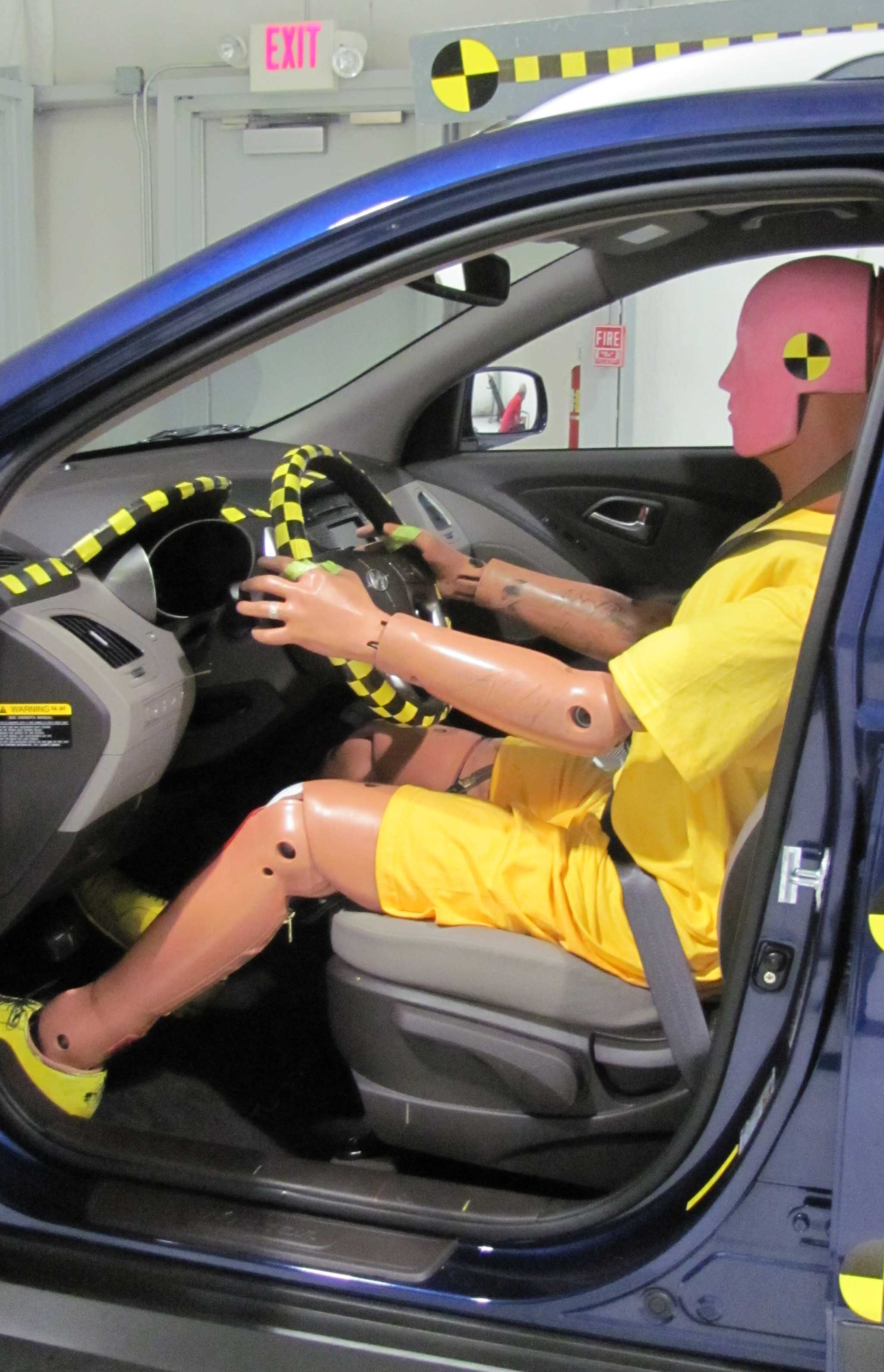
Mannequin lors d'un crash test.

Chaque Hybride III fait l'objet d'une calibration préalablement à l'essai de choc. Sa tête est enlevée et lâchée d'une hauteur de 40 cm pour vérifier son instrumentation. La tête et le cou sont ensuite assemblés, mis en mouvement et arrêtés brusquement pour vérifier la bonne flexion du cou. Les mannequins sont revêtus d'une peau de chamois. Les genoux sont frappés au moyen d'une sonde métallique pour vérifier l'absence de crevaison. Enfin, la tête et le cou sont remontés sur le corps, qui est attaché à une plateforme d'essai et frappé violemment à la poitrine par un lourd pendule, pour vérifier la flexion des côtes.
Lorsque le mannequin est déclaré apte au test, il est habillé en jaune, des marques sont peintes sur sa tête et ses genoux, et des repères de calibration sont attachés sur le côté de sa tête, afin de faciliter le travail des expérimentateurs lorsque les films au ralenti sont visionnés. Le mannequin est ensuite placé dans le véhicule testé. Quarante-quatre canaux de données, situés sur toutes les parties du corps de l'Hybride III, enregistrent entre 35 000 et 40 000 valeurs lors des 100 à 150 millisecondes que dure un essai de choc typique. Ces données sont tout d'abord stockées dans un dispositif dans la poitrine du mannequin, avant d'être transférées vers un ordinateur à la fin du test.
Grâce à la standardisation de l'Hybrid, leurs pièces sont interchangeables. Non seulement un mannequin peut être utilisé pour plusieurs essais de chocs, mais en cas de défaillance d'une pièce, elle peut être remplacée par une nouvelle. Un mannequin muni de toute son instrumentation vaut environ 150 000 euros.

## Les successeurs de l'Hybrid
Les Hybride III sont conçus pour étudier les effets des chocs frontaux, et sont moins intéressants pour évaluer les effets d'autres types de chocs, comme les chocs latéraux, les chocs arrière, ou les tonneaux. Après les collisions frontales, les accidents provoquant le plus de blessures graves sont en effet les chocs latéraux.
La famille de mannequins « SID » (Side Impact Dummy, en français « mannequin de choc latéral ») a été mise au point pour mesurer les effets des impacts latéraux sur les côtes, la colonne vertébrale et les organes internes. Elle permet aussi d'évaluer la décélération de la colonne et des côtes, ainsi que la compression de la cage thoracique. Le « SID » est le mannequin standard du gouvernement américain, l'« EuroSID » est utilisé en Europe pour vérifier la compatibilité avec les normes de sécurité, et le « SID II » est un mannequin de femme 5e percentile. « BioSID » est une version plus sophistiquée de « SID » et « EuroSID », mais n'est pas utilisé à des fins réglementaires.

## Règlementation
Dans le but de la règlementation des États-Unis ainsi que du registre des réglements mondiaux et pour une communication claire sur la sécurité et la conception des sièges, les dispositifs anthropomorphe portent des points de références spécifiquement conçus, tel que le H-point; qui sont également utilisé dans la conception automobile.

Dans l'union européenne, le règlement 135 de la CEE-ONU est suivi. Il prévoit pour "dispositifs d’essai anthropomorphes que " 

« Le mannequin doit être un mannequin WorldSID homme du 50e centile conforme à l’additif 2 de la Résolution mutuelle no 1, équipé (au minimum) de tous les instruments nécessaires pour obtenir les chaînes de mesurage servant à déterminer les critères de résultats (...). »

— règlement 135 de la CEE-ONU
Le règlement définit également certains points:
- «Point H du mannequin», le point situé à mi-chemin entre les points de mesure de l’instrument servant à déterminer l’emplacement du point H, situés de part et d’autre du bassin du mannequin.